# POCARI SWEAT BLUE WAVE THE ROCK ODYSSEY 2004
POCARI SWEAT BLUE WAVE THE ROCK ODYSSEY 2004是由寶礦力水得的銷售商大塚製藥贊助，UDO音樂事務所主辦，於2004年2日間在横濱國際綜合競技場（現在的日產體育場）與大阪巨蛋同時舉行的搖滾音樂節。出演音樂家（稻葉浩志與Ulfuls除外），以每日替換輪流在兩個會場出演。

## 日程・會場・出演者
2004年7月24日
- 横濱國際綜合競技場

1. LOVE PSYCHEDELICO
2. Josh Todd（英语：Josh Todd）
3. Michelle Branch
4. Paul Weller（英语：Paul Weller）
5. 稻葉浩志(B'z)
6. The Who - (首次來日公演)
7. Aerosmith

※ 當日氣候十分炎熱，有數人因熱射病倒下被送往醫務室（所有患者均在當日康復）。
此外，在稻葉浩志的公演中有8處火災警報器響起，一名36歲男子（當時年齡）因涉嫌干擾電力業務而被逮捕。
- 大阪巨蛋

1. HY
2. Trapt（英语：Trapt）
3. The Black Eyed Peas
4. L'Arc〜en〜Ciel
5. Lenny Kravitz
6. Red Hot Chili Peppers
7. 矢澤永吉（日语：矢沢永吉）

2004年7月25日
- 横濱國際綜合競技場

1. HY
2. Trapt（英语：Trapt）
3. The Black Eyed Peas
4. L'Arc〜en〜Ciel
5. Lenny Kravitz
6. Red Hot Chili Peppers
7. 矢澤永吉（日语：矢沢永吉）

- 大阪巨蛋

1. LOVE PSYCHEDELICO
2. Josh Todd（英语：Josh Todd）
3. Michelle Branch
4. Ulfuls（日语：ウルフルズ）
5. Paul Weller（英语：Paul Weller）
6. The Who
7. Aerosmith

## 關連項目
- 搖滾音樂節（日语：ロック・フェスティバル）
- UDO Music Festival（日语：ウドー・ミュージック・フェスティバル）

## 腳註
1. ↑  . e+（日语：エンタテインメントプラス）.   [2020-03-16]. （原始内容存档于2004-07-25）.
2. ↑  . CDJournal. 2004-04-13  [2020-03-13]. （原始内容存档于2016-09-11）.
3. ↑  . Sony Music Entertainment (Japan). 2004-04-13  [2020-03-16]. （原始内容存档于2021-08-01）.
4. ↑  . 產經新聞.   [2019-12-31]. （原始内容存档于2004-08-06）.

## 外部連結
- THE ROCK ODYSSEY 2004 - e+網站。已關閉（2004年7月25日時點的Archive）